# بيريزانكا (ميكولاييفسكا)
بيريزانكا (Березанка) هي مدينة في مقاطعة ميكولاييفسكا في أوكرانيا.
يبلغ عدد سكانها حوالي 4048 نسمة.